# Monte Pittard
Il Monte Pittard (in lingua inglese: Mount Pittard) è una appuntita montagna antartica, alta 2.410 m, situata 22 km a est della parte settentrionale dell'Homerun Range, nei Monti dell'Ammiragliato, in Antartide. 
Il monte è stato mappato dall' United States Geological Survey (USGS) sulla base di rilevazioni e foto aeree scattate dalla U.S. Navy nel periodo 1960-63.
La denominazione è stata assegnata dall' Advisory Committee on Antarctic Names (US-ACAN) in onore di Donald A. Pittard, biologo dell'United States Antarctic Research Program (USARP) presso la Stazione McMurdo nel 1966-67 e nel 1967-68.